# アーロン・ヘルナンデス
アーロン・ヘルナンデス（Aaron Hernandez、1989年11月6日 - 2017年4月19日）はコネチカット州ブリストル出身のアメリカンフットボール選手。NFLのニューイングランド・ペイトリオッツでプレーした。ポジションはタイトエンド（TE）。同チームのロブ・グロンコウスキーとは強力なTEコンビを形成し、同チームWRであったウェス・ウェルカーも合わせたトリオは同チームQBであったトム・ブレイディのメインターゲットとなりプロボウルにも選出されるなどの活躍を残した。

## 経歴

### プロ入りまで
プエルトリコ系の父親とイタリア系の母親の間に生まれた。父親は2006年1月、彼が16歳の時にヘルニアの手術の際、合併症により49歳で亡くなった。
高校では当初ワイドレシーバーとしてプレーし、その後タイトエンド及びディフェンシブエンドとしてプレーした。最終学年の時、67回のレシーブで1807ヤード、24タッチダウンをあげるとともに、72タックル、12サック、3ファンブルフォース、2ファンブルリカバー、4キックブロックの活躍を見せて、コネチカット州のゲータレード・フットボール・プレイヤー・オブ・ザ・イヤーに選ばれた。1807ヤード獲得及び24タッチダウンは州の新記録であった。通算でも州のタイ記録となる31タッチダウンをあげた。彼はまた1試合での州のレシーブ記録となる376ヤードを記録している。これは全米の高校生史上7位となる記録でもあった。1試合あたり180.7ヤード獲得という全米の高校生記録を作った彼は2007年にはScout.comから全米のタイトエンドでトップの評価を受けた。
当初彼は兄と同じコネチカット大学でプレーすることを考えたが、アーバン・メイヤーヘッドコーチのフロリダ大学に進学することを決めた。
1年次の2007年は3試合に先発、9回のレシーブで151ヤードを獲得、2TDをあげた。2年次の2008年にはコーネリアス・イングラムが負傷したこともあり、先発11試合を含む13試合に出場し、34回のレシーブで381ヤードを獲得、5TDをあげた。この年チームはBCSナショナル・チャンピオンシップ・ゲームでオクラホマ大学と対戦、彼は5回のレシーブでチームトップの57ヤードを獲得、チームは3年ぶり2度目の優勝を果たした。この時のフロリダ大学のQBはティム・ティーボーである。
3年次の2009年にはチームトップの68回のレシーブで850ヤードを獲得、5TDをあげて、カレッジフットボール最優秀のタイトエンドに贈られるジョン・マッキー賞を受賞した。またサウスイースタン・カンファレンスのファーストチームに選ばれるとともに、AP通信、カレッジフットボールニューズ、スポーティングニューズより、オールアメリカンファーストチームに選ばれた。彼は4年次に進学せず2010年のNFLドラフトにアーリーエントリーを行った。

### ニューイングランド・ペイトリオッツ
2010年のNFLドラフトでは能力は高く評価されたものの素行に問題があるという指摘もあり、4巡でニューイングランド・ペイトリオッツに指名された。このときのドラフト2巡でペイトリオッツは同じタイトエンドのロブ・グロンコウスキーも指名した。ボストン・グローブは彼が大学時代にマリファナを使用したことを認めたことや、薬物テストで複数回陽性であったことが指名順位を下げたと報じた。その後、ペイトリオッツはヘルナンデスについての声明を発表、彼が薬物テストに落ちたのは1回だけであったと発表した。
同年6月8日、4年契約を結んだ。このとき彼は20万ドルのサインボーナスを受け取ったがこの金額は2006年のドラフト4巡で指名されたスティーブン・ゴストコウスキーの半分未満であった。
1年目の2010年、開幕からアクティブロースターに入った。第2週のニューヨーク・ジェッツ戦で101ヤードを獲得したが、1960年以降に1試合で100ヤード以上を獲得した最も若い選手となった。第3週のバッファロー・ビルズ戦ではチームトップの6回のレシーブで65ヤードを獲得した他、1回のランで13ヤードを獲得した。第9週のクリーブランド・ブラウンズ戦でトム・ブレイディから1ヤードのTDパスを受け、プロ初タッチダウンをあげるなど2TDをあげた。第15週のグリーンベイ・パッカーズ戦でも2TDをあげ、その週の最優秀新人選手に選ばれた。この年7試合の先発出場を含む14試合に出場し、45回のレシーブで563ヤードを獲得、6TDをあげた。
2010年は背番号85番をつけてプレーしていたが、2011年7月、チャド・オチョシンコが加入した際、無償で譲渡して、ランディ・モスが2007年から2010年シーズン半ばにミネソタ・バイキングスにトレードされるまでつけていた81番をつけるようになった。この年開幕からの12試合のうち、10試合では先発出場したが、ひざの故障で2試合を欠場した。第15週のデンバー・ブロンコス戦では9回のレシーブで自己ベストとなる129ヤードを獲得、1TDをあげた。12月にプロボウルの補欠選手に選ばれた。この年彼はグロンコウスキーと合計で17TD、1327ヤードを獲得した。これらはいずれも1シーズンの1チームによるタイトエンドのレシーブ記録であった。ブロンコスとのプレーオフでは42ヤードのランを見せるなど、第46回スーパーボウル出場に貢献した。スーパーボウルではペイトリオッツは17-21でニューヨーク・ジャイアンツに敗れてスーパーボウルリング獲得はならなかった。
2012年8月27日、NFLのタイトエンド史上最高額となる1250万ドルのサインボーナスを受け取るなど、5年4000万ドル（補償額2650万ドル）となる契約延長をペイトリオッツと交わした。4000万ドルという契約金額もグロンコウスキーの5300万ドルに次ぐNFL歴代2位の高額契約であった。このとき、すでに亡くなったロバート・クラフトオーナー夫人の基金に5万ドルの寄付をしている。
第2週のアリゾナ・カージナルス戦で足首を負傷、その後数週間欠場したが、12月10日のヒューストン・テキサンズとのマンデーナイトフットボールでは8回のレシーブで58ヤードを獲得、2TDをあげた。2013年1月20日のボルチモア・レイブンズとのAFCチャンピオンシップゲームが現役最後の出場試合となった。

### 殺人事件およびその後
2013年6月17日、婚約者の妹の恋人を銃で殺害（オーディン・ロイド殺人事件）した容疑で同年6月26日に逮捕された。その後、第1級殺人と銃の違法所持容疑で逮捕、起訴された。彼は逮捕直後にペイトリオッツより解雇され、彼のレプリカジャージを購入した所有者にはレシートがなくてもトム・ブレイディ、ロブ・グロンコウスキー、ビンス・ウィルフォークのジャージと無料交換するサービスが25万ドルの経費をかけて取られた。
その後、別件で2人を殺害した容疑もかけられた。2015年4月15日、執行猶予及び仮釈放なしの終身刑を言い渡された。一方、後者の事件では2017年4月14日無罪判決が言い渡された。
2017年4月19日未明、獄中で首を吊っているのが発見された。救急搬送されるも搬送先の病院で死亡が確認された。満27歳。終身刑を言い渡された事件について上訴していたが、マサチューセッツ州憲法には、訴訟係属中の被告が死亡した場合は判決を抹消することが規定されているので、有罪判決は抹消された。しかし、2019年3月、マサチューセッツ州最高裁判所は当初の有罪判決を復活させた。
2018年10月30日、ハーパーコリンズより、兄であるジョナサン・ヘルナンデス著の伝記「The Truth About Aaron: My Journey To Understand My Brother」が出版された。
NFLは公式オンラインストアで選手名と背番号を入力してカスタマイズされたユニフォームを注文することができるが、2018年時点で彼とO・J・シンプソンとレイ・カルースのユニフォームは販売禁止リストに載っている。

## 慢性外傷性脳症
ヘルナンデスには慢性外傷性脳症（CTE）の兆候が見られたため、家族は死後、ヘルナンデスの脳を医学的調査のために提供した。ボストン大学CTEセンターのセンター長のアン・マッキー（Ann McKee）は2017年11月9日、医学学会で調査の結果を発表した。ヘルナンデスの脳はステージ3のCTEを患っており、著しい前頭葉の損傷が見られた。このレベルのCTEはこれまで46歳以下の患者には見つかっていないほどのものであり、またこれほど深刻なCTEは一般に意思決定、暴力衝動の抑制を困難にするものだ、とマッキーは説明した。